# 임실 덕천리 산개나리 군락
임실 관촌면의 산개나리 군락은 대한민국의 천연기념물이다.
- 임실 관촌면의 산개나리 군락 보관됨 2007-09-29 - 웨이백 머신 - 남북의 천연기념물
- 임실 관촌면의 산개나리 군락 - 문화재청